# Cantó de Le Gros-Morne
El cantó de Le Gros-Morne va ser fins al 2015 una divisió administrativa francesa situada al departament de Martinica a la regió de Martinica.

## Composició
El cantó comprenia la comuna de Le Gros-Morne.

## Administració
| Període                                  | Identitat         | Partit        | Qualitat |
| ---------------------------------------- | ----------------- | ------------- | -------- |
| 2004-2014                                | Raphaël Vaugirard | Divers gauche |          |
| Les dades anteriors no són pas conegudes |                   |               |          |